# 325 Heidelberga
325 Heidelberga este un asteroid din centura principală, descoperit pe 4 martie 1892, de Max Wolf.